# پاتاکیت (رود آیلند)
پاتاکیت (به انگلیسی: Pawtucket) شهری در ایالت رود آیلند کشور ایالات متحده آمریکا است که جمعیت آن در سرشماری سال ۲۰۱۰ میلادی، ۷۱٬۱۴۸ نفر بوده‌است.

## نگارخانه

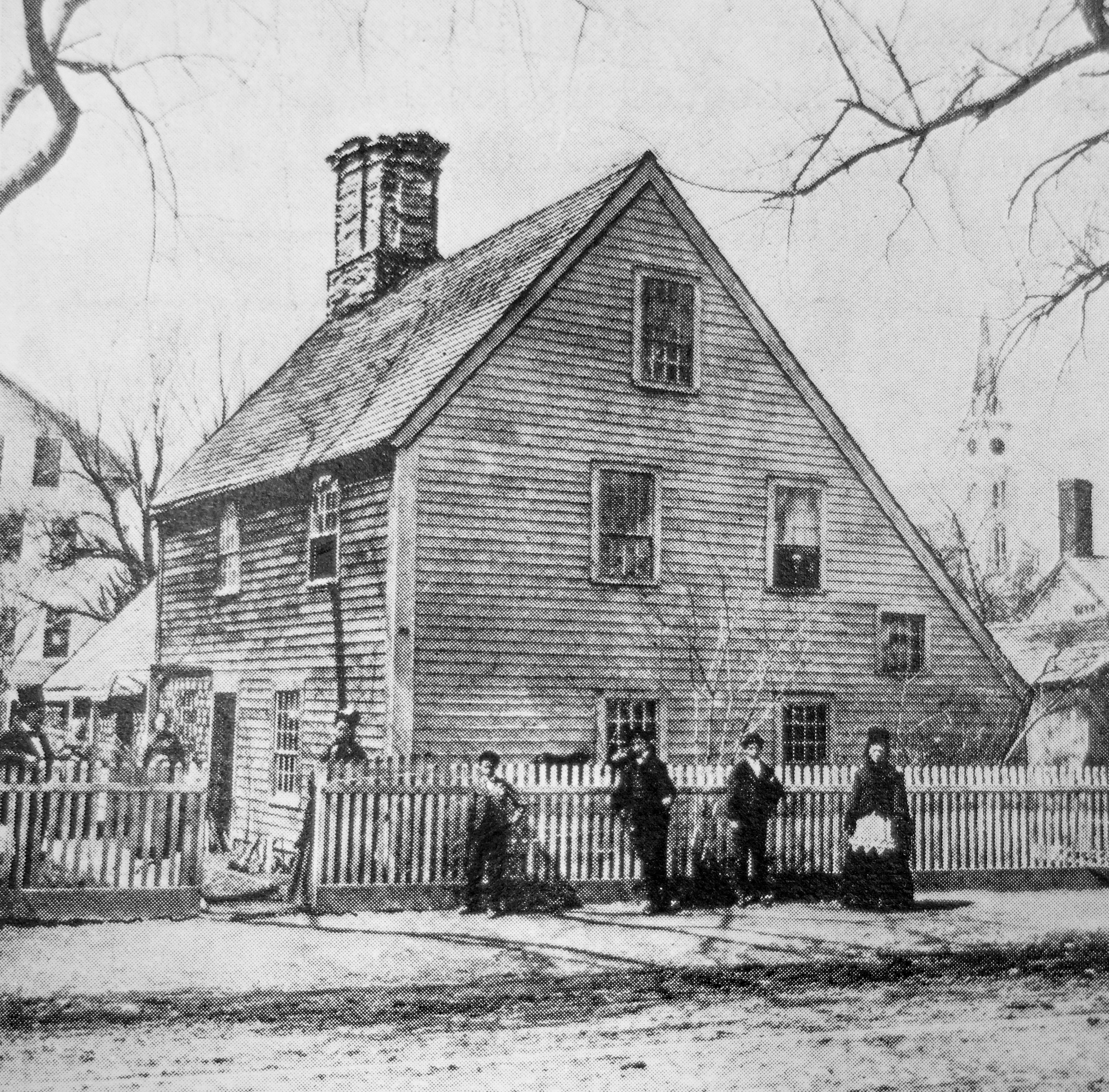
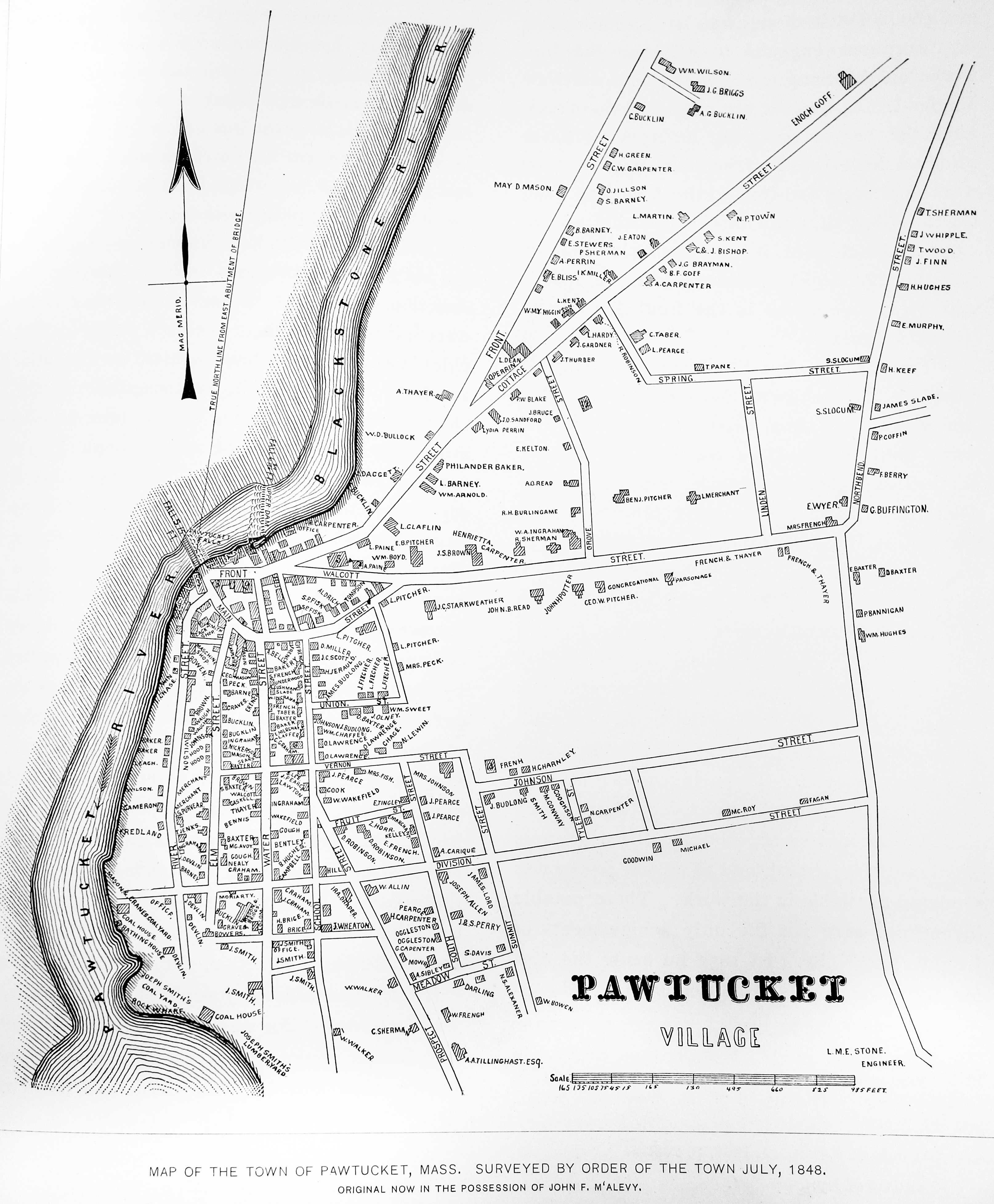
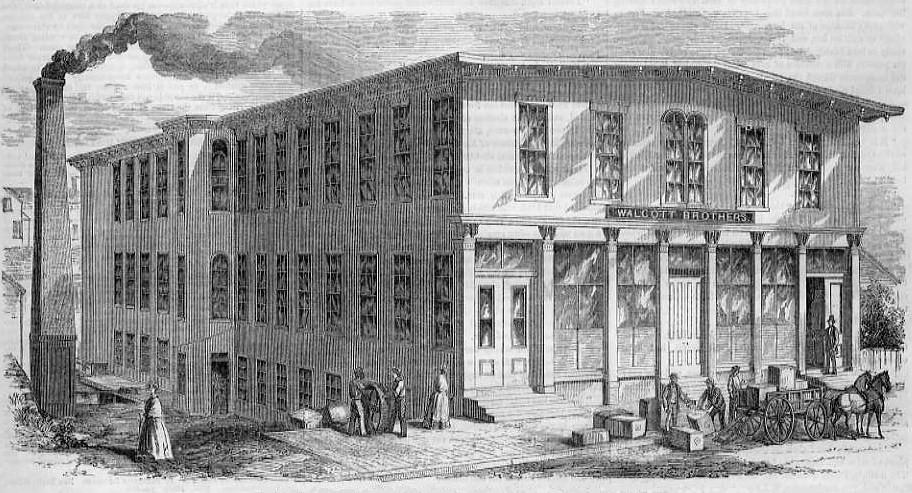
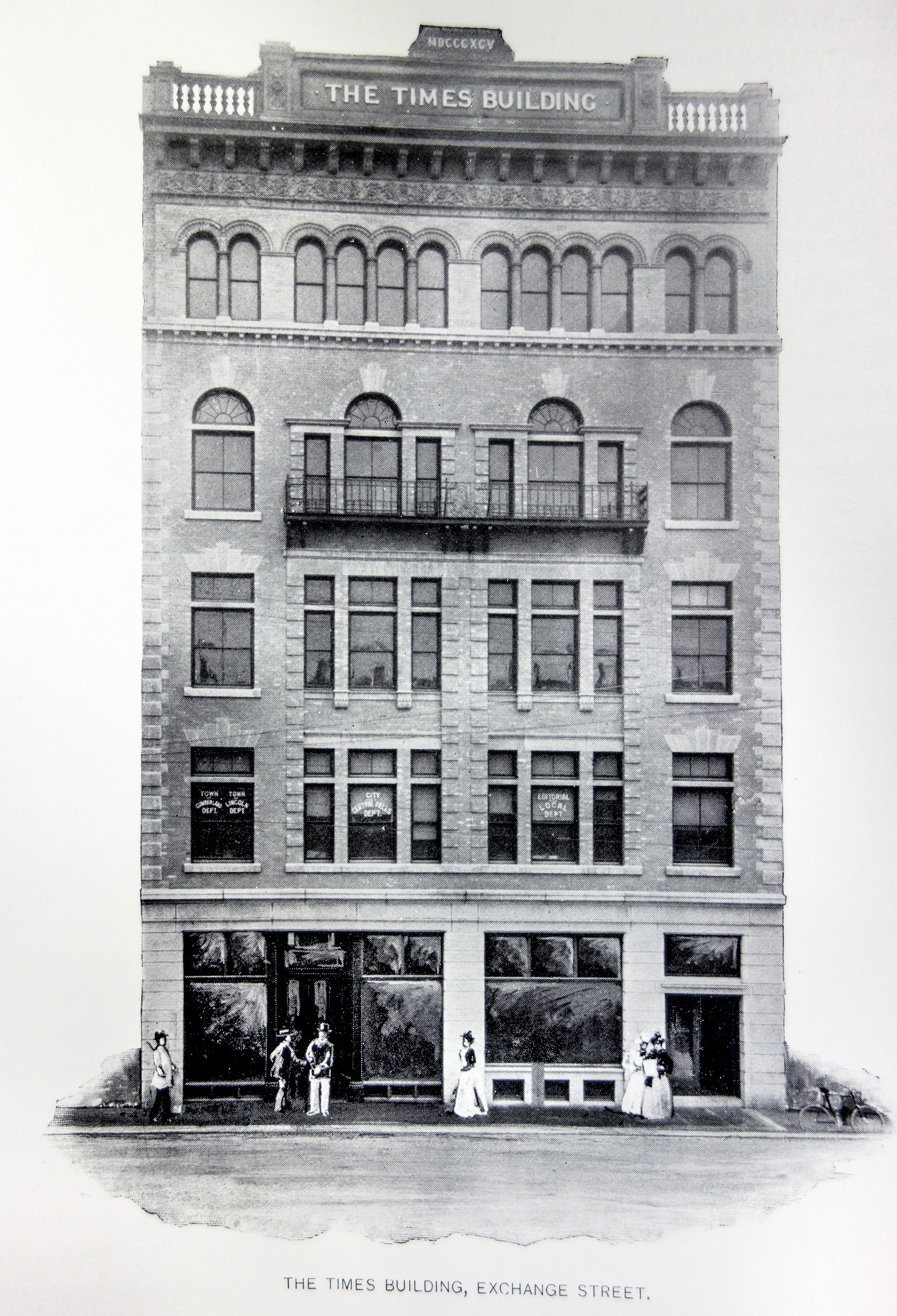